# Xã Taylor, Quận Greene, Missouri
Xã Taylor (tiếng Anh: Taylor Township) là một xã thuộc quận Greene, tiểu bang Missouri, Hoa Kỳ. Năm 2010, dân số của xã này là 2.255 người.